# Saint-Bon
Saint-Bon är en kommun i departementet Marne i regionen Grand Est (tidigare regionen Champagne-Ardenne) i nordöstra Frankrike. Kommunen ligger i kantonen Esternay som tillhör arrondissementet Épernay. År 2022 hade Saint-Bon 94 invånare.

## Befolkningsutveckling
Antalet invånare i kommunen Saint-Bon
| Referens: INSEE |